# ショウアップナイターバッテリー
ショウアップナイターバッテリーは2009年10月5日から2010年4月2日までニッポン放送で放送されていたバラエティ番組である。

## 概要
ニッポン放送は、2009年度の平日夕方のナイターオフ番組枠として、2002年から継続していた『ショウアップナイター○○』という派生番組タイトルとして、「バッテリー」と名付けた。
パーソナリティは、全ての派生番組パーソナリティを担当してきた、当時同局スポーツ部のアナウンサーである松本ひでおと、当該番組は制作部所属のアナウンサーとして男性アナウンサー最年少である飯田浩司が担当する事となった。
当該番組の特徴として、「バッテリー」とネーミングされているので、番組進行とアシスタントの役割を番組開始から20時で入れ替えるバトン形式を採用しており、20時までは松本が進行役（ピッチャー）、飯田がアシスタント役（キャッチャー）を務め、20時からの番組終了まで交代となる。また、リスナー向け番組ノベルティ品を新規制作せず、パーソナリティ2人の趣味に関する私物をプレゼントしていた。

## 出演者

### 現在

#### パーソナリティ
- 松本ひでお（当時：ニッポン放送スポーツ部アナウンサー） - 2009年10月5日 - 2010年3月29日
- 飯田浩司[3] - 2009年10月5日 - 2010年4月2日

### 過去

#### パーソナリティ
清水を除き全員ニッポン放送スポーツ部アナウンサー
- 煙山光紀 - 2009年11月30日[4]、12月28日、2010年1月18日 - 22日
- 山内宏明 - 2009年12月1[4]、29日
- 洗川雄司 - 2009年12月2[4]、24[5]、30日
- 清水久嗣（ニッポン放送スポーツ部 契約アナウンサー） - 2009年12月3[4]、24日[5]
- 師岡正雄 - 2009年12月4[4]、31日

#### リポーター
- 五戸美樹（当時：ニッポン放送アナウンサー） - 2009年 - 2010年3月4日

## 放送時間
- 平日：19:00 - 20:50 - 2010年3月30日 - 2010年4月2日※NRN系列局のみ
- 平日：17:30 - 20:50 - 2009年10月5日 - 2010年3月29日

### 放送時間の変更
2009年
- 10月19日：『ショウアップナイター スペシャル セ・リーグ クライマックスシリーズ 第1ステージ 第3戦、中日ドラゴンズ×東京ヤクルトスワローズ 実況中継』編成のため、一部ネット局のみの裏送り放送。
- 10月21 - 23日：『ショウアップナイター スペシャル セ・リーグ クライマックスシリーズ 第2ステージ 読売ジャイアンツ×中日ドラゴンズ 実況中継』編成のため、一部ネット局のみの裏送り放送。
- 11月3 - 5日：『ショウアップナイター スペシャル 日本シリーズ 第3戦、第4戦、第5戦、読売ジャイアンツ×北海道日本ハムファイターズ 実況中継』編成のため、一部ネット局のみの裏送り放送。
- 12月14 - 18日：ニッポン放送のみ『垣花正 あなたとハッピー!増刊号 あなたが知らない黄金歌謡伝説 総集編』編成のため、19:30以降、一部ネット局のみの裏送り放送。
- 12月24日：ニッポン放送と一部放送局が「第35回ラジオ・チャリティー・ミュージックソン」編成のため、ミュージックソン非ネット局向けの裏送り放送代役として洗川と清水が担当した。
- 12月29日：当該放送日のみ、『ショウアップナイターバッテリースペシャル 本仮屋ユイカの出会い・ふれあいタイム! surpported by 全国信用組合』（19:00- 20:00）を内包扱い。

2010年
- 1月1日：元日特番編成のため、放送時間が19時に短縮。番組構成も特別構成となった。
- 2月15 - 19日：ニッポン放送のみ『オールナイトニッポンGOLD増刊号』編成のため、20時迄の短縮放送。
- 3月30日 - 4月2日：ニッポン放送がナイターイン編成になったため、地方局向けに19:00以降を裏送り。

## ネット局
それぞれ放送時間の早い順から記載、
| 放送対象地域  | 放送局                 | 放送期間                                   | 備考   |
| ------------- | ---------------------- | ------------------------------------------ | ------ |
| 関東広域圏    | ニッポン放送           | 平日 17:30 - 20:50                         | 制作局 |
| 福島県        | ラジオ福島             | 平日 19:00 - 20:50                         |        |
| 中京広域圏    | 東海ラジオ             | 平日 19:00 - 20:50                         |        |
| 香川県        | 西日本放送             | 平日 19:00 - 20:50                         |        |
| 沖縄県        | ラジオ沖縄             | 平日 19:00 - 20:50                         |        |
| 富山県        | 北日本放送             | 月曜 19:00 - 20:50 火 - 金曜 19:00 - 19:59 |        |
| 青森県        | 青森放送               | 平日 19:00 - 20:00                         |        |
| 宮城県        | 東北放送               | 平日 19:00 - 20:00                         |        |
| 山形県        | 山形放送               | 平日 19:00 - 20:00                         |        |
| 茨城県        | 茨城放送               | 平日 19:00 - 20:00                         |        |
| 新潟県        | 新潟放送               | 平日 19:00 - 20:00                         |        |
| 長野県        | 信越放送               | 平日 19:00 - 20:00                         |        |
| 山梨県        | 山梨放送               | 平日 19:00 - 20:00                         |        |
| 石川県        | 北陸放送               | 平日 19:00 - 20:00                         |        |
| 福井県        | 福井放送               | 平日 19:00 - 20:00                         |        |
| 和歌山県      | 和歌山放送             | 平日 19:00 - 20:00                         |        |
| 岡山県        | RSK山陽放送            | 平日 19:00 - 20:00                         |        |
| 島根県 鳥取県 | 山陰放送               | 平日 19:00 - 20:00                         |        |
| 広島県        | 中国放送               | 平日 19:00 - 20:00                         |        |
| 高知県        | 高知放送               | 平日 19:00 - 20:00                         |        |
| 熊本県        | 熊本放送               | 平日 19:00 - 20:00                         |        |
| 鹿児島県      | 南日本放送             | 平日 19:00 - 20:00                         |        |
| 京都府 滋賀県 | KBS京都                | 平日 19:00 - 19:29                         |        |
| 栃木県        | 栃木放送               | 火 - 金曜 19:00 - 20:50                    |        |
| 岩手県        | IBC岩手放送            | 火 - 金曜 19:00 - 19:59                    |        |
| 秋田県        | 秋田放送               | 火 - 金曜 19:00 - 19:59                    |        |
| 静岡県        | 静岡放送               | 火 - 金曜 19:00 - 19:59                    |        |
| 山口県        | 山口放送               | 火 - 金曜 19:00 - 19:59                    |        |
| 徳島県        | 四国放送               | 火 - 金曜 19:00 - 19:59                    |        |
| 愛媛県        | 南海放送               | 火 - 金曜 19:00 - 19:59                    |        |
| 長崎県 佐賀県 | 長崎放送 NBCラジオ佐賀 | 火 - 金曜 19:00 - 19:59                    |        |
| 大分県        | 大分放送               | 火 - 金曜 19:00 - 19:59                    |        |
| 宮崎県        | 宮崎放送               | 火 - 金曜 19:00 - 19:59                    |        |

## タイムテーブル

### 放送終了時点
| タイムテーブル | タイムテーブル | タイムテーブル |
| 時刻           | 内容 | 備考 |
| -------------- | --- | --- |
| 17:30.00       | オープニング | OPトーク並びに日替わりテーマメッセージ募集告知。 |
| 17:45.00       | ラジオリビング | |
| 17:56.30       | 5-56天気予報 | 『ショウアップナイター』を通しての継続コーナー。 |
| 17:57.30       | ニッポン放送交通情報（警視庁） | |
| 18:00.00       | ニッポン放送ニュース | |
| 18:10.00       | スポーツ一本釣り | ニッポン放送スポーツ部アナウンサー日替わりでがニュースリーダーを務める。 |
| 18:28.30       | ニッポン放送交通情報（警視庁） | |
| 18:30.00       | 小島奈津子のおかえりなさい | ナイターオフ期の内包番組。 |
| 18:36.00       | ラジオリビング | 17時台にて紹介した商品のリピート枠。 |
| 18:41.00       | リスナーメッセージ紹介Part1 | |
| 18:47.00       | 菊正宗 ほろよいイブニングトーク | ナイターオフ期の内包番組。 |
| 18:52.00       | 頭皮で感じる天気予報 | 『垣花正 あなたとハッピー!』にて放送している「肌で感じる天気予報」の派生版。同番組にも出演している飯田が、1階玄関前に降りて、頭皮で体感した空模様と気象情報を伝える。 |
| 18:54.00       | ニッポン放送交通情報（警視庁） | |
| 19:00.00       | 7時台オープニング アポなし電話 | NRN系ネット局向け、オープニングと日替わりメッセージ呼び込み募集。 松本と飯田が日替わりでリスナーに突然電話をかけ、誰も電話に出ないか、出てもこの番組であることに気付いてもらえなかった場合、当初はそれまで気付いてもらえた日の数だけ当番の髪の毛が引き抜かれたが、その後ビンタまたはしっぺに変更。                                          |
| 19:10.00       | ワンダフル・デイズ〜あなたがいるから | NRN系列の内包番組。 リスナーの身の回りに起こった感動するエピソードを紹介する。 |
| 19:25.00       | DRIVE with ECO & DREAM | NRN系列の内包番組。 パーソナリティ：太田哲也、まるも亜希子※週替わり |
| 19:30.00       | プロ野球名句ドラマ | 『ショウアップナイター』の取材過程で生まれた、名言・名句の陰に隠されたドラマを紹介するコーナー。自身も実況中、名言、迷言を発して来た松本が中心となり、番組終了以後、同コーナーと同一の書籍を出版した。 |
| 19:32.00       | 日替わりコーナーPart1 月曜：松井秀喜 ワールドチャンピオンへの道 火曜：田崎真也 今夜の一杯 水曜：私の正論 木曜：竹中平蔵 ON AND ON 金曜：ひでおの釣りバカ日記                                                                                     | NRN系列の内包番組ゾーンと松本のコーナー 趣味が釣りである松本が、ナイターオフの期間の1週間に出掛けたの釣果を報告するコーナー。 |
| 19:59.00       | ネット局向けED | IBCから宮崎放送向けのEDゾーン。 |
| 20:00.00       | 8時台オープニング バッテリー交代 | 番組開始以後から一部期間迄、時報直後に、神宮球場等の東京ヤクルトスワローズ主催試合で場内アナウンスを務めるウグイス嬢による「守備位置交代」アナウンスが流されていた。 |
| 20:10.00       | 日替わりコーナーPart2 月曜：コージーコーナー 火曜：桜組のツインズバッテリー （2009年11月10日 - 2010年3月23日） 水曜：水野真紀 つれづれラジオ 木曜：なるほど税金相談 知恵とお金は使いよう （2010年2月4日 - 3月25日） 金曜：琉球癒歌はるのコーナー | 日替わりコーナー及びナイターオフ期の内包番組ゾーン コージーコーナー： なるほど税金相談：山崎泰（税理士法人TFS総合会計事務所 理事長） 琉球癒歌はるのコーナー：『オールナイトニッポンR』のパーソナリティでもあるはるのコーナー。 |
| 20:20.00       | リスナーメッセージ紹介Part3 | |
| 20:27.00       | ビジネスショウアップ | |
| 20:30.00       | 日替わりコーナーPart3 月曜：ガチャピン・ムックのパジャマDEナイト 火曜：コージ倶楽部 水曜：飯田浩司の今週のウーマン! 木曜：今週のタイガース 金曜：燃えるG-1                                                                                       | 日替わりコーナー及びナイターオフ期の内包番組ゾーン コージ倶楽部： 飯田浩司の今週のウーマン!： 今週のタイガース：飯田がファンである阪神タイガース情報を振り返るコーナー。 燃えるG-1：『ショウアップスポーツ』にて編成されている「狙え!万馬券 今週の注目馬ショウアップ」と同様のコーナー。飯田がJRAの中央競馬主催レースであるGIの予想を行う。 |
| 20:45.00       | エンディング | スポンサープレゼント当選者発表とリスナーメッセージの補填枠。 |